# Fresch (Nofels)
Fresch ist einer der vier Ortsteile (Weiler) von Nofels (Nofels, Bangs, Fresch, Matschels) und gehört zum Gemeindegebiet von Feldkirch.

## Geografie
Fresch liegt auf dem nördlichen Teil des Schellenbergs und hat einen Grenzübergang zum Fürstentum Liechtenstein. Fresch setzt sich aus den Parzellen Oberfresch, Unterfresch, Schüttenacker und Auf der Egg zusammen.

## Geschichte
Der Schellenberg (früher auch Eschnerberg genannt) gehört zu den ältesten Siedlungsplätzen im Rheintal überhaupt (Rössener Kultur), weshalb auch anzunehmen ist, dass das höher gelegene Fresch (als Alpe) mit seinen Parzellen schon lange vor den anderen Nofler Ortsteilen (11. bis 12. Jahrhundert) in den bewaldeten Flussauen entstanden ist.
Frühere Bezeichnungen waren Fräsch, Frösch oder Am Fresch, welche auf das romanische fraska, frascha zurückgeführt werden, das eine grasreiche Bergflur beschreibt.
In die bei Nofels genannten jahrhundertelangen Streitigkeiten um Nutzung der Allmende und Hochwasserschutz mit der Altgemeinde Altenstadt war Fresch nur bedingt verwickelt. Die Freschner hatten ihre Privatgründe auf dem Schellenberg und betrachteten die Probleme der Bewohner unten lieber aus sicherer Entfernung.
Auf dem Schellenberg wurde neben Ackerbau und Viehzucht lange Zeit (bis um 1900) Weinbau betrieben.
Fresch konnte sich aufgrund der Lage jedoch nicht so entwickeln wie die neueren Ortsteile Bangs und Nofels in der Ebene.

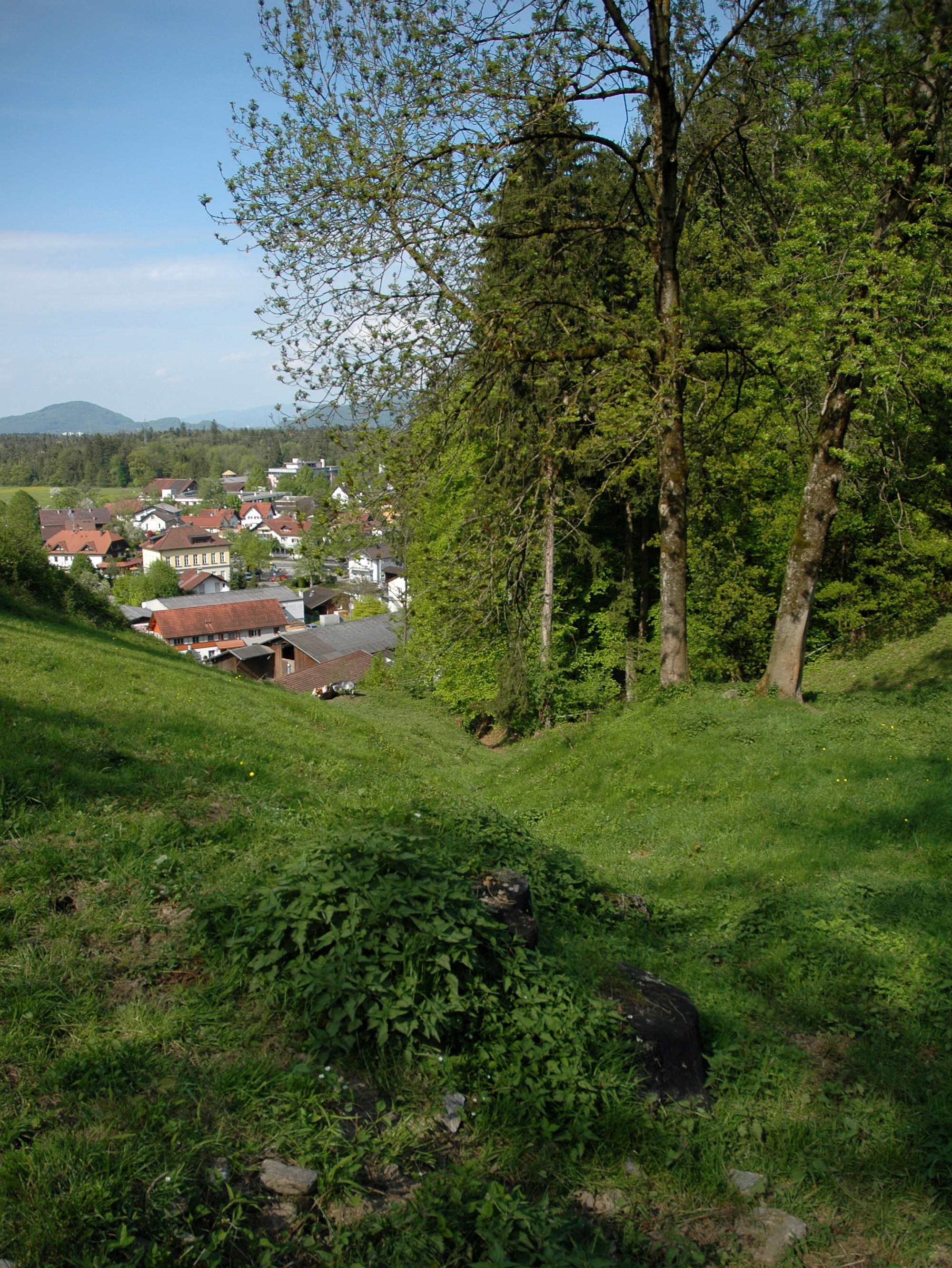
Das Gässele, früherer Weg nach Fresch

Hatte man am Talboden eher zu viel Wasser (Überschwemmungen), so hatte Fresch oft zu wenig. Wenn die wenigen Quellen austrockneten oder einfroren, mussten längere Wege (z. B. zum Ruggeller Rietle, wo früher einmal ein See war) zurückgelegt werden, um an das für Mensch und Vieh lebensnotwendige Nass zu kommen. Bei Hausbränden war man oft hilflos.
Noch nach 1959 wurde in Kannen des damaligen Feldkircher Milchhofes und 1962 mit einem Tanklöschfahrzeug der Freiwilligen Feuerwehr den Bewohnern von Oberfresch Trinkwasser zugeführt. Erst seit 1973/74 sind die 4 Weiler durch den Trinkwasser-Hochbehälter Auf der Egg und Wasserleitungen ausreichend mit Wasser versorgt.
Zudem waren die alten Wege auf den Schellenberg in keinem sehr guten Zustand. Der steile Waldpfad vom Nofler Zollamt bzw. vom ehemaligen Bad hinauf nach Unterfresch war noch bis Ende des 19. Jahrhunderts eine der Hauptverbindungen zwischen Nofels und den westlich gelegenen Weilern auf dem Schellenberg. Glattgeschliffene Steinplatten traten aus dem Boden hervor und nach starken Niederschlägen war es mehr ein Bach als ein Weg. Auch die anderen Verbindungen, das alte Kirchweglein von Nofels nach Fresch, auch Gässele genannt, und der Pfad nach Schüttenacker, die Wart, waren steil und holprig. Erst 1891 erfolgte der Bau der ersten Straße vom Zollamt Nofels nach Unterfresch, 1927/28 gefolgt vom Bau der Neuen Freschner Straße vom ehemaligen Nofler Spritzenhaus (Kreuzung Rheinstraße – Feldkircherstraße) nach Schüttenacker und Oberfresch. Bei diesem Straßenbau stieß man auch auf die verbrannten Überreste des ehemaligen Furtenbach'schen Edelsitzes am Fuße des Schregenbergs (nördlichster Teil des Schellenbergs). 1970, 1980 und später folgten dann noch weitere Verbesserungen (Verbreiterungen).

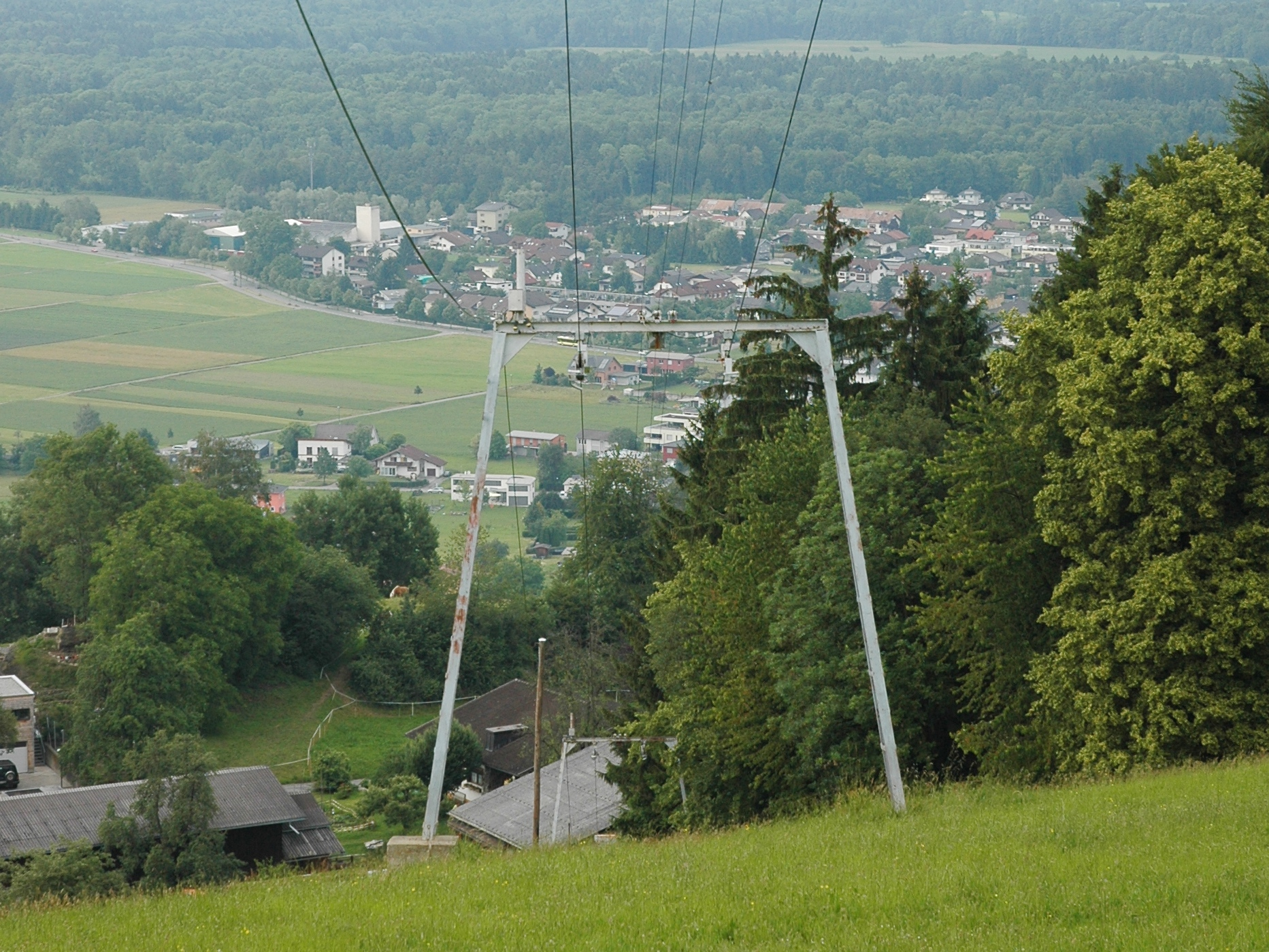
Ein Relikt aus der jüngeren Geschichte – Der alte Schilift

In der Nacht vom 2. auf den 3. Mai 1945 flüchteten bei Fresch etwa 500 Soldaten der 1. Russischen Nationalarmee, eines mit der Wehrmacht kollaborierenden Verbandes, unter Generalmajor Graf Boris Smysłowsky alias Arthuro Holmston (Tarnname) über die Grenze des Großdeutschen Reiches nach Liechtenstein (Gemeinde Schellenberg), wo sie Asyl erhielten.
Zwischen Oberfresch und der Parzelle Auf der Egg war früher das Schigebiet der näheren Umgebung. Nach der Schisaison 1992/93 wurde dann aber der unrentabel gewordene Betrieb des 1974 errichteten Oberfreschliftes eingestellt und – nach einzelnen kurzen Wiederinbetriebnahmen – die Schlepplift-Anlage Anfang 2014 abgebaut.
Schüttenacker ist im Laufe der letzten Jahre am stärksten gewachsen und hat heute bereits mehr Einwohner als die anderen Freschner Weiler zusammen. Und neuerdings sind dort auch wieder Weinreben zu sehen.

## Sehenswürdigkeiten

### Kapelle zu den Hl. Martin und Magnus

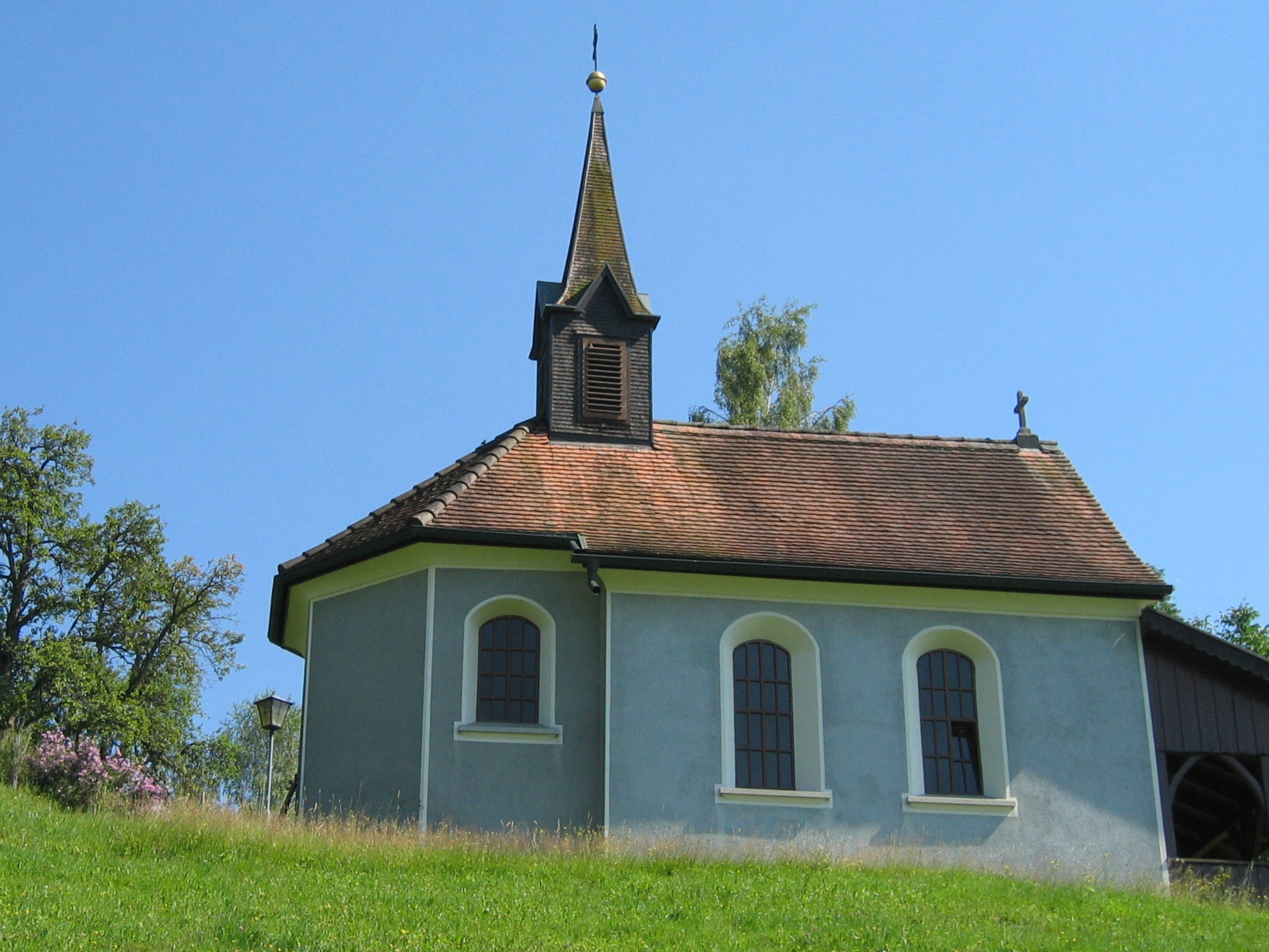
Kapelle zu Fresch

- Die Kapelle wurde 1679 erbaut. Das marmorne Weihwasserbecken ist in das Jahr 1736 datiert.
- Am neuromanischen Altar befindet sich eine Darstellung des heiligen Martin, der mit einem Bettler den Mantel teilt, sowie des Heiligen Magnus aus dem Jahr 1797.
- Früher haben meist Feldkircher Kapuziner die gestifteten Messen in dieser Kapelle gelesen. Am Martinstag, der Freschner Kilbe, wurde eine Messe mit Predigt gehalten.
- 1979–1983 erfolgte eine vollständige Sanierung.
- Vom Vorzeichen der Kapelle und allgemein von Fresch hat man einen schönen Ausblick hinunter auf die Muttergemeinde und die 3-Länder-Ecke Österreich-Liechtenstein-Schweiz bei Bangs im Rheintal.

## Ansichten

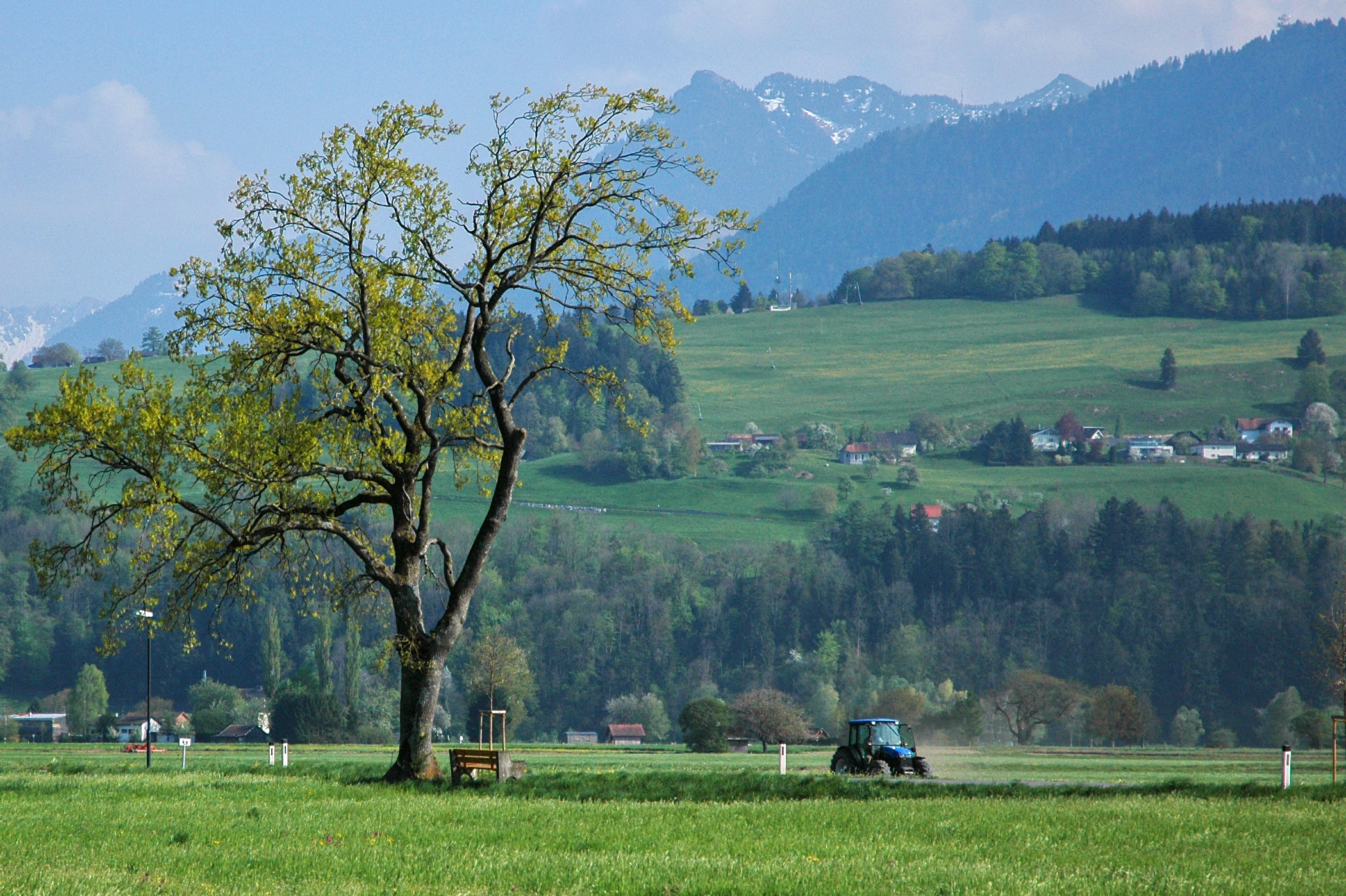
Blick auf Schellenberg mit Fresch (im Vordergrund Bettlereiche zwischen Nofels und Bangs)
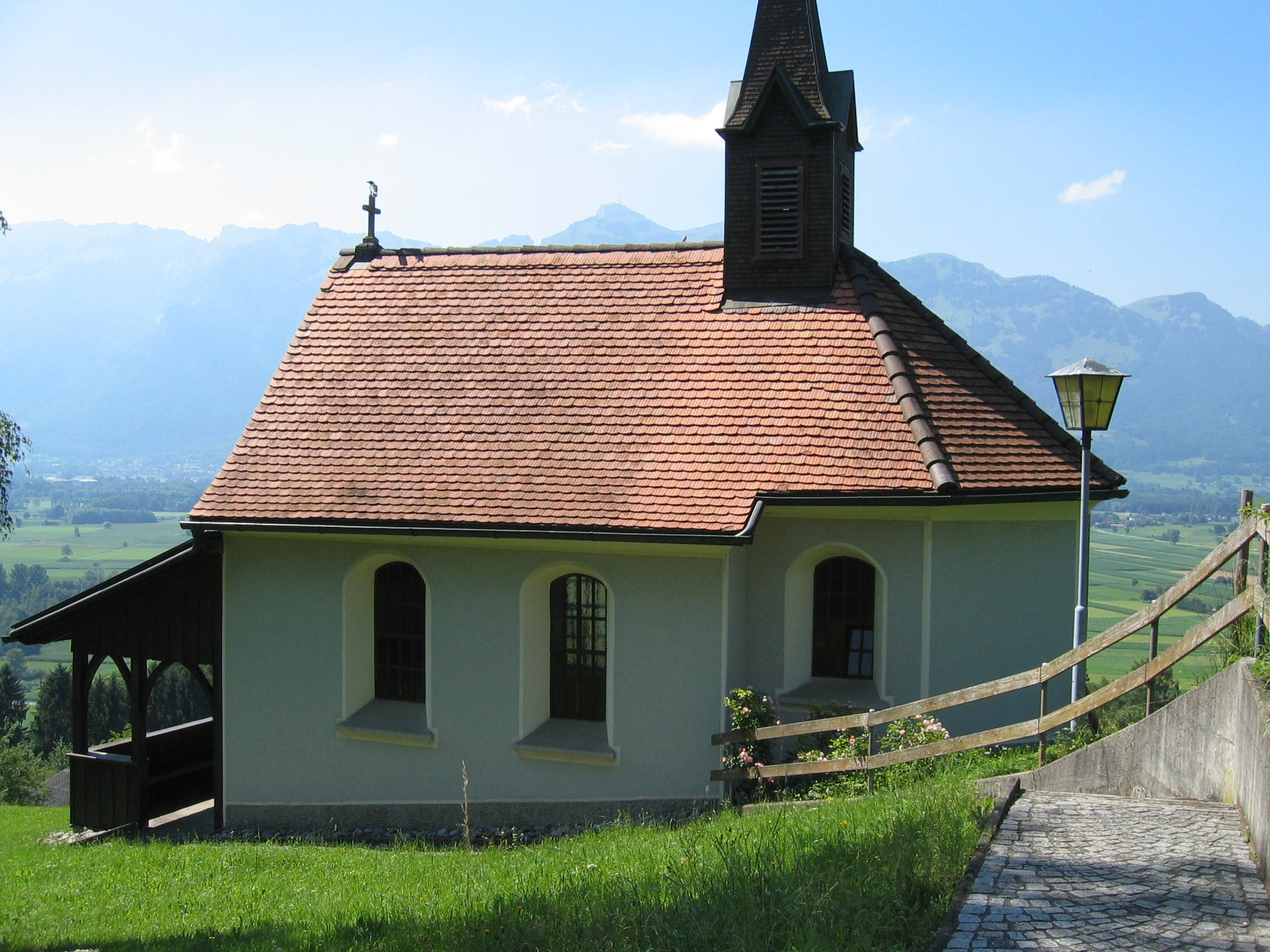
Kapelle zu Oberfresch
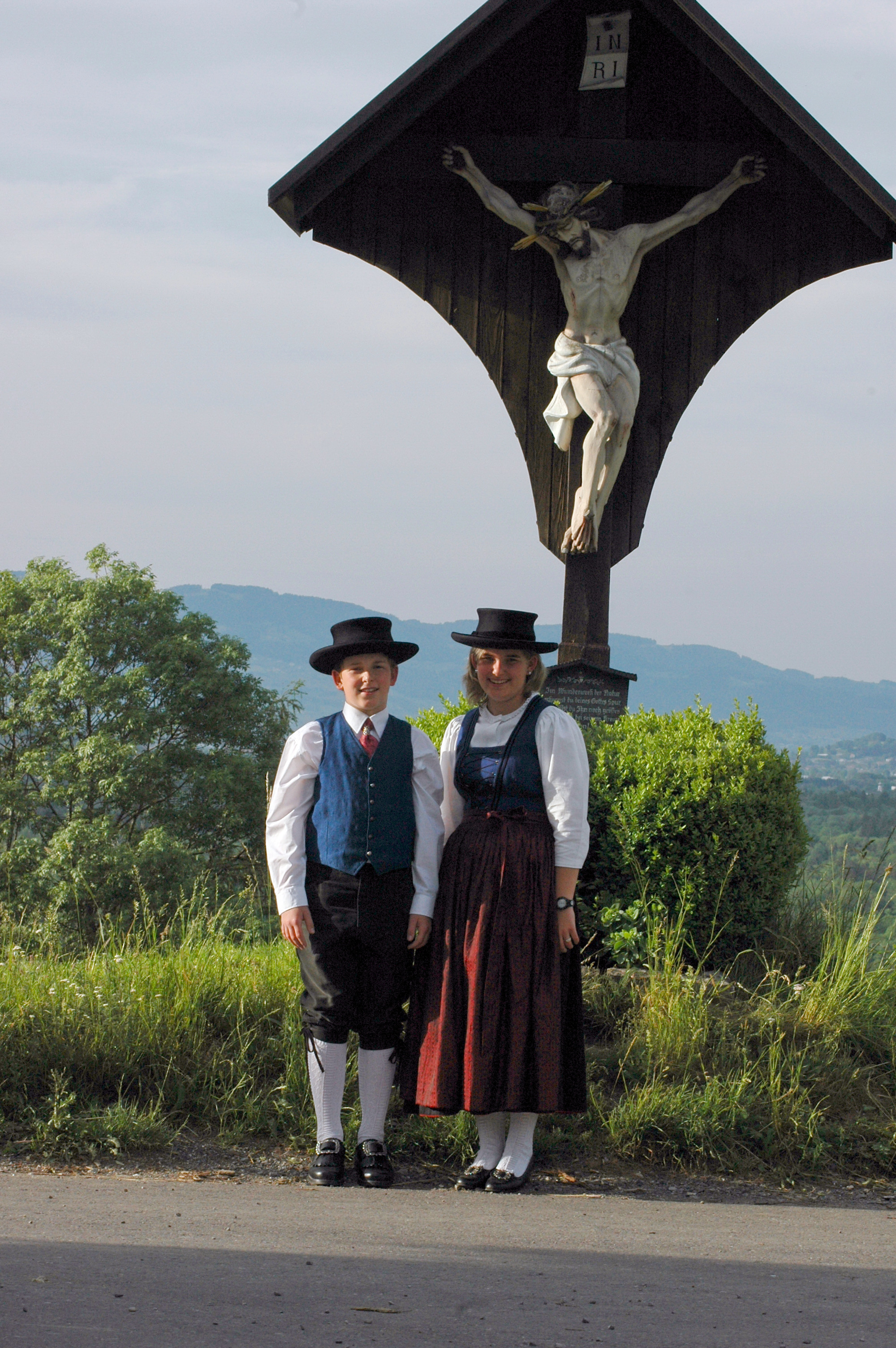
Wegkreuz an der Freschner Straße beim Gigaboga
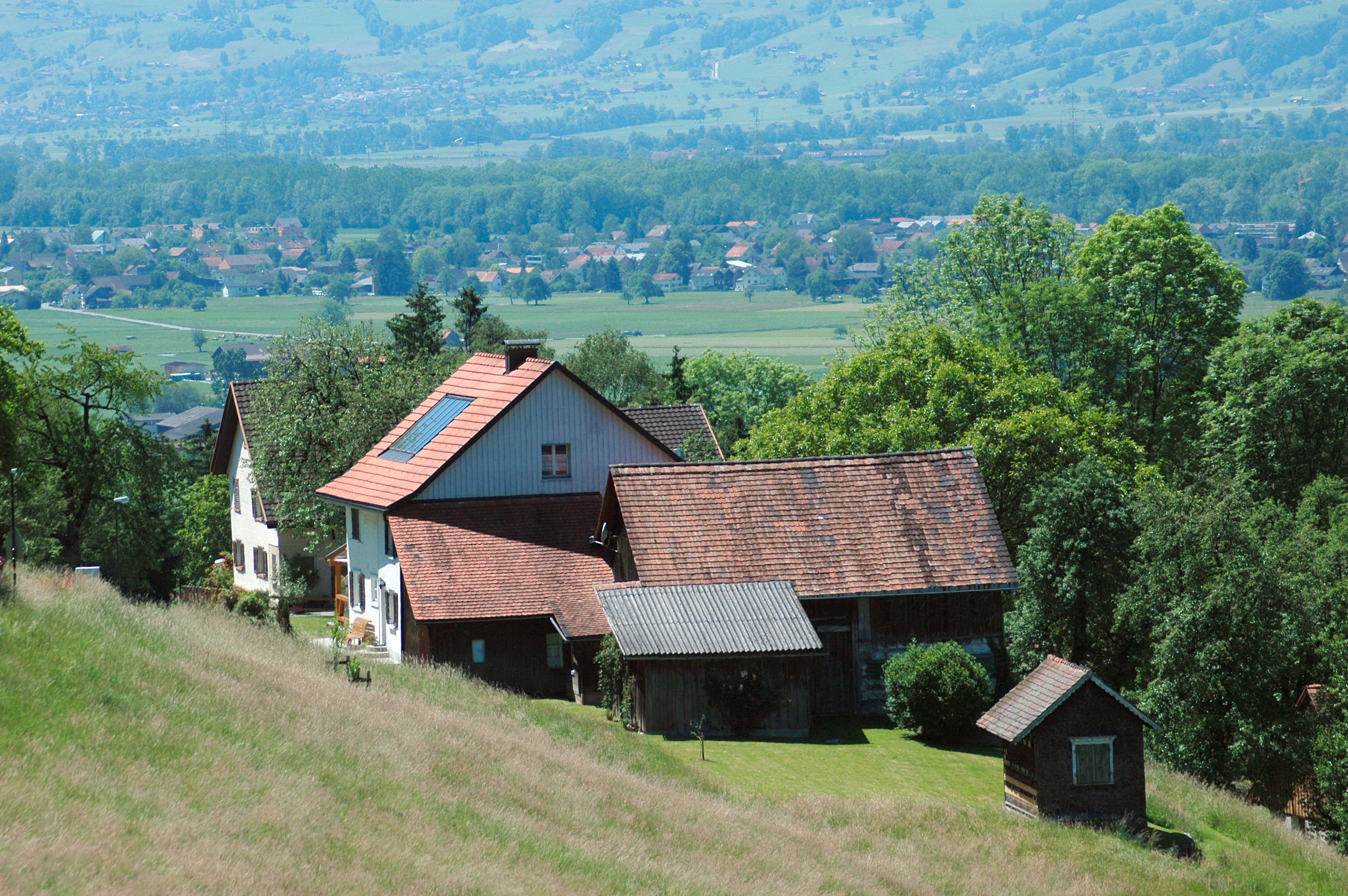
Häuser in Unterfresch 2007, im Hintergrund Ruggell (FL)
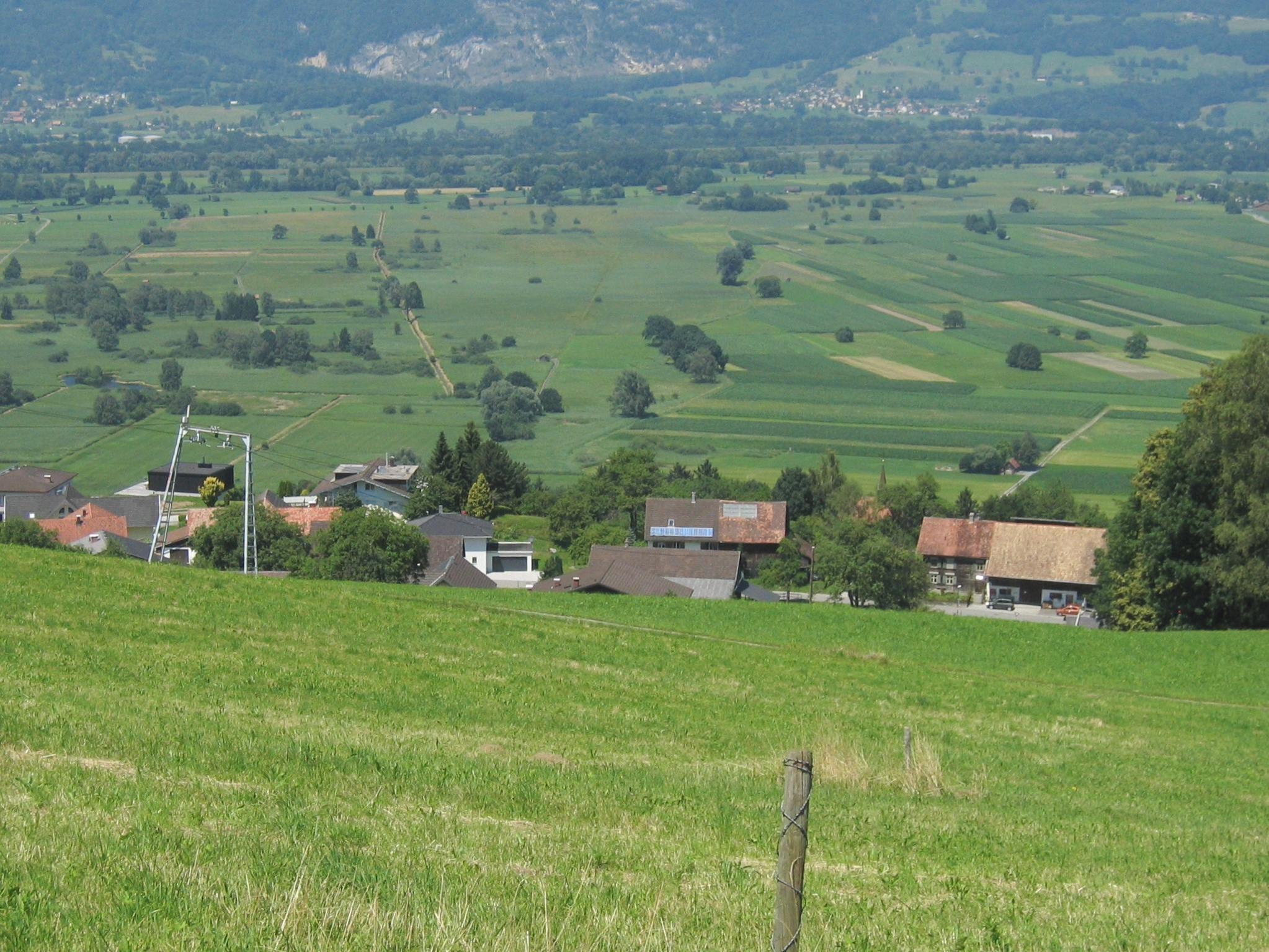
Blick vom ehemaligen Schigebiet Auf der Egg über Oberfresch ins Ruggeller Ried und nach Bangs
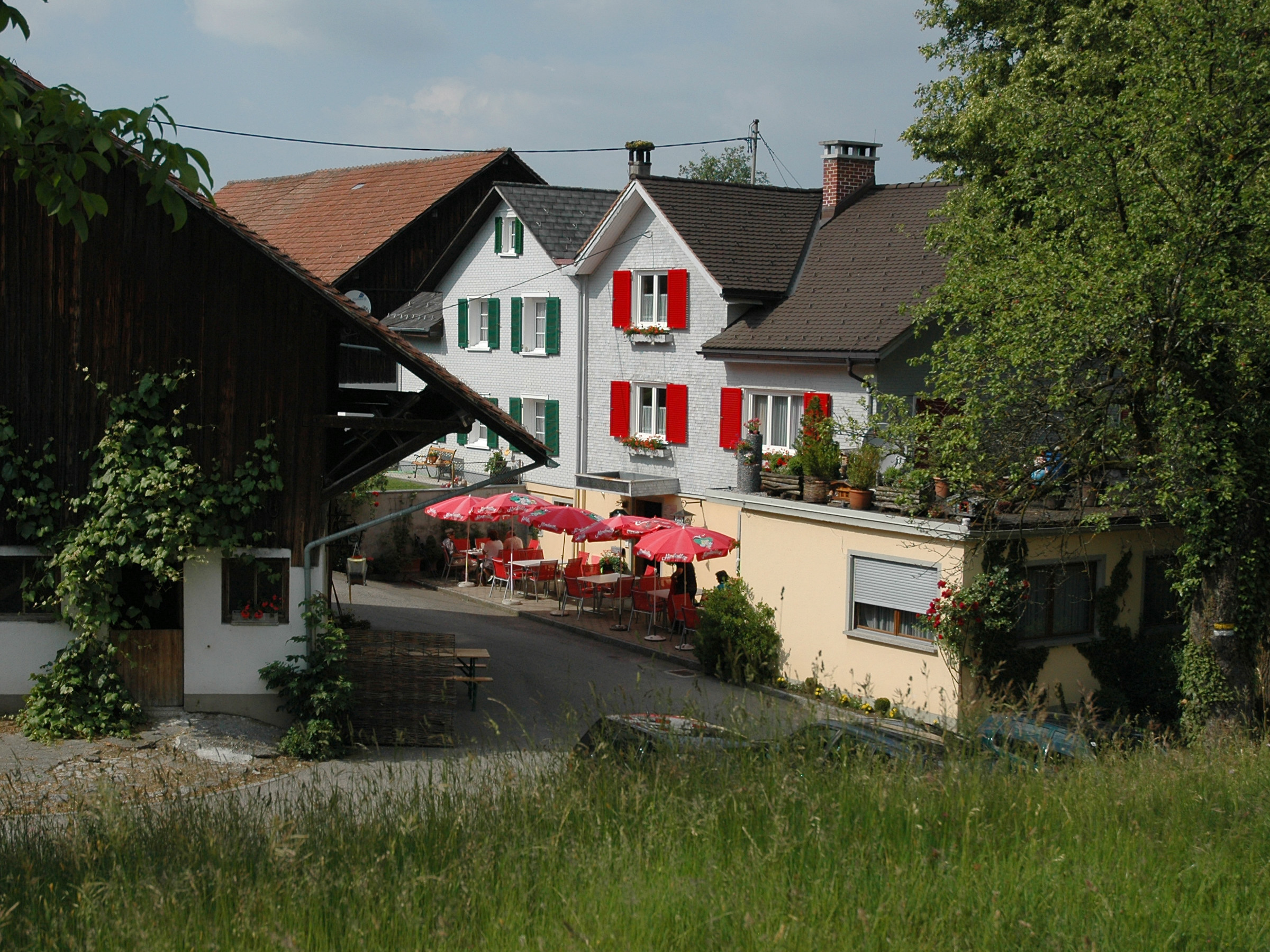
Auf der Egg
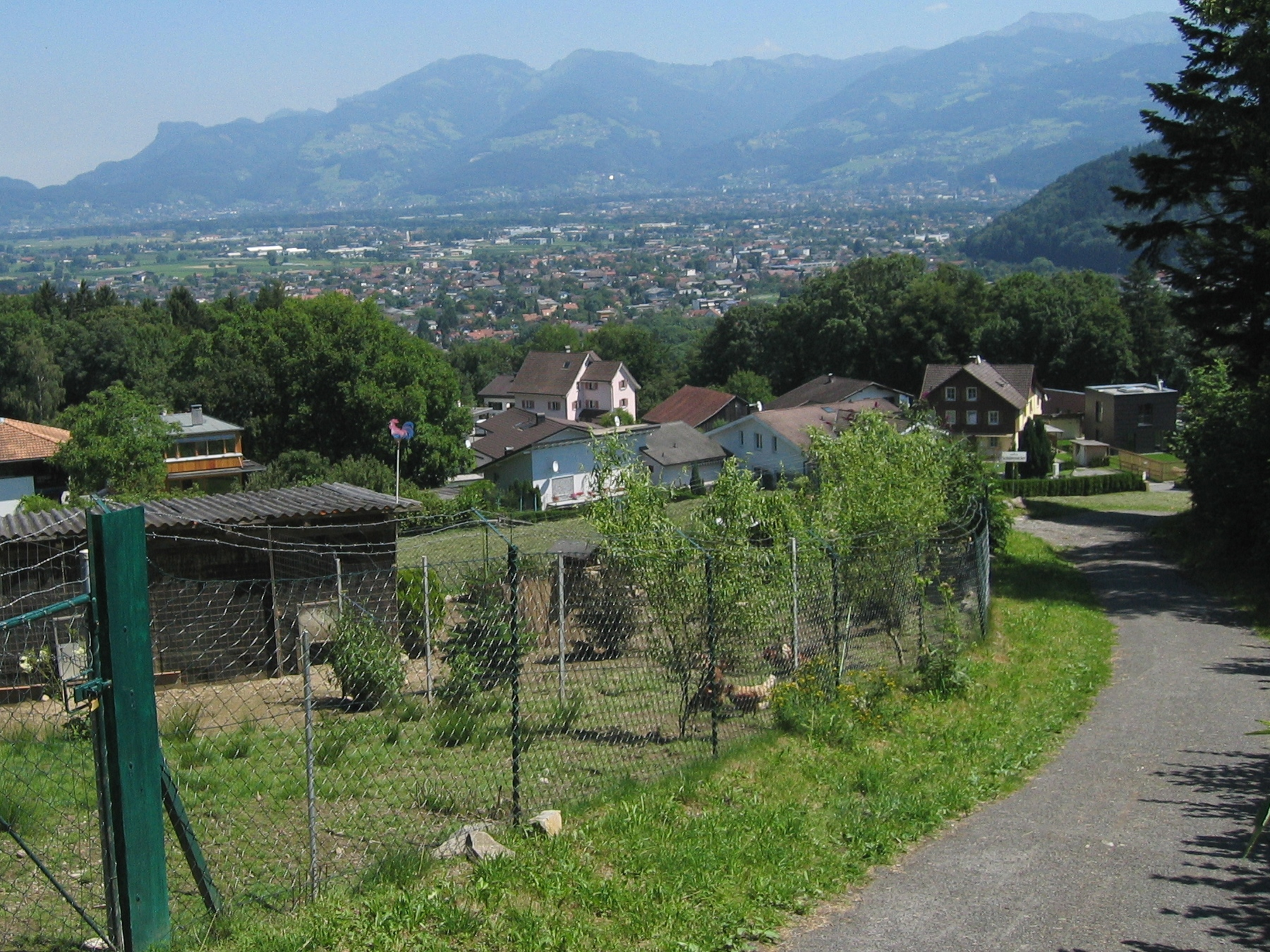
Schüttenacker